# 科羅斯塔瓦
49°45′25″N 26°1′39″E / 49.75694°N 26.02750°E
科羅斯塔瓦（烏克蘭語：Коростова），是烏克蘭的村落，位於該國西部捷爾諾波爾州，由克列梅涅茨區負責管轄，始建於1583年，面積0.7平方公里，2001年人口85，人口密度每平方公里121.4人。